# Belle Perez
Belle Perez, pseudonimo di Maria Isabelle Pérez Cerezo (Neerpelt, 29 gennaio 1976), è una cantautrice belga.

## Biografia
Nata a Neerpelt da genitori spagnoli, è stata scoperta dal talent scout Patrick Renier, in seguito divenuto suo agente, autore e produttore discografico. Nel 1999 ha partecipato alle preselezioni del Belgio per l'Eurovisione, iniziando così la sua carriera musicale. Nei primi anni della sua carriera produceva musica pop, passando al pop latino nel 2002, quando ha cominciato anche a esibirsi dal vivo con la sua band per pubblicizzare l'album Baila Perez, grande successo in Belgio, dove ha raggiunto la vetta della classifica degli album.
È diventata particolarmente famosa sia in Belgio che in Norvegia, riscuotendo successo anche nel resto dell'Europa grazie a canzoni come Hello World con la quale ha partecipato, in Italia, alla manifestazione musicale estiva Festivalbar del 2000. Inoltre ha condotto anche un programma televisivo musicale.

## Discografia

### Album in studio
- 2000 - Hello World
- 2001 - Everything
- 2003 - Baila Perez
- 2004 - Arena 2004
- 2006 - Gotitas de amor
- 2008 - Gipsy
- 2016 - Agua y fuego
- 2019 - Fiesta Perez

### Raccolte
- 2005 - The Best of Belle Perez
- 2005 - Que viva la vida
- 2007 - Greatest Latin Hits

### Singoli
- 1999 - Hello World
- 2000 - Honeybee
- 2000 - This Crazy Feeling
- 2000 - Kiss and Make Up
- 2001 - Planet of Love
- 2001 - Get Up and Boogie
- 2002 - Me & You
- 2002 - Everything
- 2003 - Hijo de la luna
- 2003 - Bailaremos
- 2003 - Enamorada
- 2003 - Sobreviviré
- 2004 - Light of My Life
- 2004 - Loca de amor
- 2004 - El ritmo caliente
- 2005 - Que viva la vida (Chiquitan)
- 2005 - Dime
- 2006 - El mundo bailando
- 2006 - Ave Maria
- 2006 - Gotitas de amor
- 2006 - Hoy (Le pido a dios)
- 2007 - Amor latino
- 2007 - Djolei, djolei!
- 2008 - Dime que tu quieres
- 2008 - Amame
- 2008 - Tu
- 2010 - La colegiala
- 2011 - Shake It Out
- 2016 - Ponte a cantar
- 2018 - Rumba
- 2019 - Indirectas
- 2019  - Qué hay de mal (con Rolf Sanchez)

### DVD
- 2003 - Baila Perez
- 2005 - The Best of Belle Perez
- 2006 - Mega Latino Concert - Sportpaleis Antwerpen
- 2009 - Diez